# Culex pallipes
Culex pallipes är en tvåvingeart som beskrevs av Robineau-desvoidy 1827. Culex pallipes ingår i släktet Culex och familjen stickmyggor. Inga underarter finns listade i Catalogue of Life.